# رومان ريكارتي
رومان ريكارتي (بالإسبانية: Román Recarte) مواليد 7 يونيو 1987، هو لاعب كرة مضرب فنزويلي ويحتل حالياً المرتبة رقم. 521 في تصنيف رابطة محترفي كرة المضرب. أعلى تصنيف له في الفردي كان المركز الـ 492 في سنة 2011. أعلى تصنيف له في الزوجي كان 381.

## روابط خارجية
- رومان ريكارتي على موقع رابطة محترفي التنس (الإنجليزية)
- رومان ريكارتي على موقع الاتحاد الدولي لكرة المضرب (الإنجليزية)
- رومان ريكارتي على موقع خلاصة التنس.كوم (الإنجليزية)